# Język wanukaka
Język wanukaka (a. wanokaka) – język austronezyjski używany w prowincji Małe Wyspy Sundajskie Wschodnie w Indonezji, na południowo-zachodnim wybrzeżu wyspy Sumba; 10 tys. użytkowników (1981).
Jest blisko spokrewniony z językiem anakalangu.